# Преступления против жизни
Преступления против жизни — преступления, главным объектом которых является основное благо человека — жизнь. В случае оконченности такого преступления его результатом является причинение смерти. Как правило, эти преступления являются самыми тяжкими в уголовном законодательстве различных государств и влекут наиболее суровое наказание.

## Преступления против жизни вроссийском праве

### Общая характеристика
Правовое закрепление нормы о преступлениях против жизни получили в главе 16 Уголовного кодекса Российской Федерации 1996 года (далее по тексту — УК РФ) — «Преступления против жизни и здоровья». Условно все преступления против жизни можно разделить на три группы:
1. убийство (статьи 105—108 УК РФ);
2. причинение смерти по неосторожности (статья 109 УК РФ);
3. доведение до самоубийства (статья 110 УК РФ).

Отдельно стоит вопрос о преступлениях, которые ставят в опасность жизнь или здоровье человека. Это:
1. угроза убийством или причинением тяжкого вреда здоровью (статья 119 УК РФ);
2. принуждение к изъятию органов или тканей человека для трансплантации (статья 120 УК РФ);
3. незаконное проведение искусственного прерывания беременности (статья 123 УК РФ);
4. неоказание помощи больному (статья 124 УК РФ);
5. оставление в опасности (статья 125 УК РФ)
6. заведомое поставление другого лица в опасность заражения ВИЧ-инфекцией (часть 1 статьи 122 УК РФ).

Эту категорию преступлений в теории уголовного права, чаще всего, выделяют в отдельную группу.
Ранее, в Уложении о наказаниях уголовных и исправительных 1845 года, в Уголовном уложении 1903 года, Уголовном кодексе РСФСР 1922 года аборт (или изгнание плода) рассматривалось как посягательство на жизнь человека. Современное российское законодательство исходит из того, что жизнь человека при производстве аборта ещё фактически не наступила, и, следовательно, аборт не может рассматриваться как состав преступления, посягающего на жизнь человека.

### Объект
Видовым объектом рассматриваемых составов преступлений, является жизнь другого человека. Но жизнь человека — это не только биологический процесс живого организма, это ещё и общественные отношения, в которых человек выступает в качестве субъекта. Поэтому объектом преступлений против жизни является не только жизнь другого человека, но и общественные отношения, в которых он выступает в качестве субъекта.

### Объективная сторона
Объективная сторона составов преступлений против жизни может выражаться в:
- причинении смерти другому человеку (часть 1 статьи 105 УК РФ);
- причинение смерти другому человеку, совершённое с особой жестокостью (пункт «д» части 2 статьи 105 УК РФ);
- причинение смерти другому человеку, совершённое общеопасным способом (пункт «е» части 2 статьи 105 УК РФ);
- причинение смерти другому человеку, совершённое группой лиц, группой лиц по предварительному сговору или организованной группой (пункт «ж» части 2 статьи 105 УК РФ);
- причинение смерти матерью новорождённому ребёнку во время или сразу же после родов (статья 106 УК РФ), или
- причинение смерти матерью новорождённому ребёнку в условиях психотравмирующей ситуации (также статья 106 УК РФ);
- причинение смерти другому человеку в состоянии внезапно возникшего сильного душевного волнения (аффекта), вызванного насилием, издевательством или тяжким оскорблением со стороны потерпевшего либо иными противоправными или аморальными деяниями потерпевшего, а равно длительной психотравмирующей ситуацией, возникшей в связи с систематическим противоправным или аморальным поведением потерпевшего (часть 1 статьи 107 УК РФ);[2]
- причинение смерти другому человеку, совершённое при превышении пределов необходимой обороны (часть 1 статьи 108 УК РФ);
- причинение смерти другому человеку, совершённое при превышении мер, необходимых для задержания лица, совершившего преступление (часть 2 статьи 108 УК РФ);
- причинение смерти другому человеку вследствие ненадлежащего исполнения лицом своих профессиональных обязанностей (часть 2 статьи 109 УК РФ);
- доведение лица до самоубийства или до покушения на самоубийство путём угроз, жестокого обращения или систематического унижения человеческого достоинства потерпевшего (статья 110 УК РФ).

Причинение смерти другому человеку заключается в:
1. действии (бездействии (например, оставление ребёнка одного в комнате без пищи на длительное время, что вызывает его смерть)), направленном на лишение жизни другого человека;
2. биологической смерти потерпевшего;
3. причинной связи между деянием виновного и наступившей смертью потерпевшего.

Доведение лица до самоубийства или до покушения на самоубийство может быть осуществлено путём как действия, так и бездействия.
Все составы преступлений против жизни человека, за исключением статьи 110 УК РФ (доведение до самоубийства), материальные. Преступление считается оконченным, если есть последствия в виде смерти человека. Состав статьи 110 формально-материальный: преступление считается оконченным как при наличии последствий в виде самоубийства другого лица, так и без такого последствия — при покушении на самоубийство.

### Субъективная сторона
Субъективная сторона составов преступлений против жизни может характеризоваться как умыслом (прямым или косвенным) (статьи 105—108), так и неосторожностью (легкомыслием или небрежностью) (статья 109). В отношении субъективной стороны состава статьи 110 единого мнения нет и вызвано это неоднозначным толкованием части 2 статьи 24 УК РФ. Можно лишь выделить несколько точек зрения по данному вопросу:
- данное преступление может быть совершено только умышленно (Борзенков Г. Н., д.ю.н., профессор);
- данное преступление может быть совершено как умышленно, так и по неосторожности (Побегайло Э. Ф., д.ю.н., профессор);
- данное преступление может быть совершено только с косвенным умыслом, так как при прямом умысле доведение до самоубийства является лишь способом убийства (Бородин С. В., д.ю.н., профессор).

Факультативные признаки субъективной стороны составов преступлений против жизни, имеющие значение для квалификации:
- мотивы:
  - убийство из корыстных побуждений или по найму, а равно сопряжённое с разбоем, вымогательством или бандитизмом (пункт «з» части 2 статьи 105 УК РФ)[3]
  - убийство из хулиганских побуждений (пункт «и» части 2 статьи 105 УК РФ);
  - убийство по мотиву национальной, расовой, религиозной ненависти или вражды либо кровной мести (пункт «л» части 2 статьи 105 УК РФ);
- цели:
  - убийство с целью скрыть другое преступление или облегчить его совершение, а равно сопряжённое с изнасилованием или насильственными действиями сексуального характера (пункт «к» части 2 статьи 105 УК РФ);[4]
  - убийство в целях использования органов или тканей потерпевшего (пункт «м» части 2 статьи 105 УК РФ);
- убийство матерью новорождённого ребёнка в состоянии психического расстройства, не исключающего вменяемости (статья 106 УК РФ).

### Субъект
Субъектами составов преступлений против жизни являются:
- лица, достигшие возраста 14 лет (статья 105 УК РФ);
- лица, достигшие возраста 16 лет (статьи 107, 108, части 1 и 3 статьи 109, статья 110 УК РФ);
- специальные субъекты:
  - мать новорождённого (статья 106 УК РФ);
  - профессионально обязанное лицо (часть 2 статьи 109 УК РФ).